# Corpus iuris civilis
El Corpus iuris civilis (en español: Cuerpo de Derecho civil) es la recopilación más importante de derecho romano y el texto jurídico más influyente de la historia. Este código se compendió por orden del emperador bizantino Justiniano I (527-565). Fue impreso por primera vez por Dionisio Godofredo en Ginebra en el año 1583.
Es una recopilación de textos legales de la época imperial así como de jurisprudencia romana desde el año 117 al 565. Está compuesto por:
- Codex repetitae praelectionis
- Digesta sive pandectae
- Institutas
- Novellae Constitutiones post Codicem

Gracias a su existencia se ha podido conocer el contenido del antiguo derecho romano, lo que ha sido fundamental para los sistemas jurídicos modernos.

## Compilación

### Codex vetus
Justiniano hizo reunir todas las constituciones desde Adriano hasta sus días, así como sus numerosas variaciones. Clasificó todo por materias bajo diferentes títulos y formó de ellos una obra que apareció en el año 529 conocida con el nombre de Codex Iustinianus o Código de Justiniano. El código fue confirmado por una constitución del emperador (el Codex Vetus).
Un pensamiento tan útil y acertado como era el de reunir todas las leyes en una sola obra, indujo bien a Justiniano a publicar bajo su nombre otras colecciones legales a las que dio fuerza obligatoria.

### Digesto
Así que concluidas las constituciones, encargó a Triboniano, uno de los principales redactores del Antiguo Código (Codex vetus), y al cual asoció otros dieciséis abogados importantes, para que tomara de las obras de los jurisconsultos más célebres todas aquellas doctrinas de las que todavía se podía hacer uso en la práctica: reuniendo estos extractos por materias y bajo diferentes títulos, sin necesidad de atenerse en la elección de estas doctrinas al orden establecido por Valentiniano I en la ley de citas, ni de conservar fielmente la letra de sus textos dejando aparte lo que había quedado en desuso.
Esta obra fue redactada en tres años durante los cuales se compulsaron los escritos de treinta y nueve jurisconsultos, cuyas sentencias se tomaron la mayoría de las veces, no de sus mismas obras, sino de otras en que habían sido insertadas, por efecto de la precipitación y de la impaciencia con que se trabajó.
Toda esta inmensa compilación se llamó Digesto o Pandecta (palabra griega equivalente a digesta) también conocida con el nombre de Iuris enucleati ex omni veteris iuri collecti. Cada extracto que se componía de un principium y de uno o más paragraphi citándose en una inscripción el nombre y la obra de un jurisconsulto, de donde estaba tomado. Estaba destinada a la práctica y en cuanto al orden de materias se atendió al antiguo edicto. Se publicó el 16 de diciembre del año 533 entrando en vigor quince días después ordenada por el emperador. La obra estaba dividida en cincuenta libros en siete partes que corresponde al Edicto. La primera en el libro I, la segunda en el V, la tercera en el XII, la cuarta en el XX, la quinta en el XXVIII, la sexta en el XXVI, y la séptima en el XLV.
La primera de ellas titulada Prota contiene una exposición de las doctrinas generales. La segunda de iudiciciis las acciones reales. La tercera de rebus todos los contratos exceptuando las estipulaciones. La cuarta libri singulares los testamentos y tutelas. La quinta libri singulares legados fideicomisos. Las sexta y séptima al derecho en general.
Por otra parte se necesitaba una obra más general que enseñara los principios del derecho a los jóvenes aprendices de abogado y Triboniano junto Teófilo y Doroteo formaron un sistema de derecho muy compendiado con el nombre de Instituta. En esta obra se habían de presentar los primeros principios de la ciencia y consultar a la práctica moderna. También se tuvo en cuenta Institutas de Gayo y las nuevas constituciones de Justiniano.

### Codex repetitae praelectionis

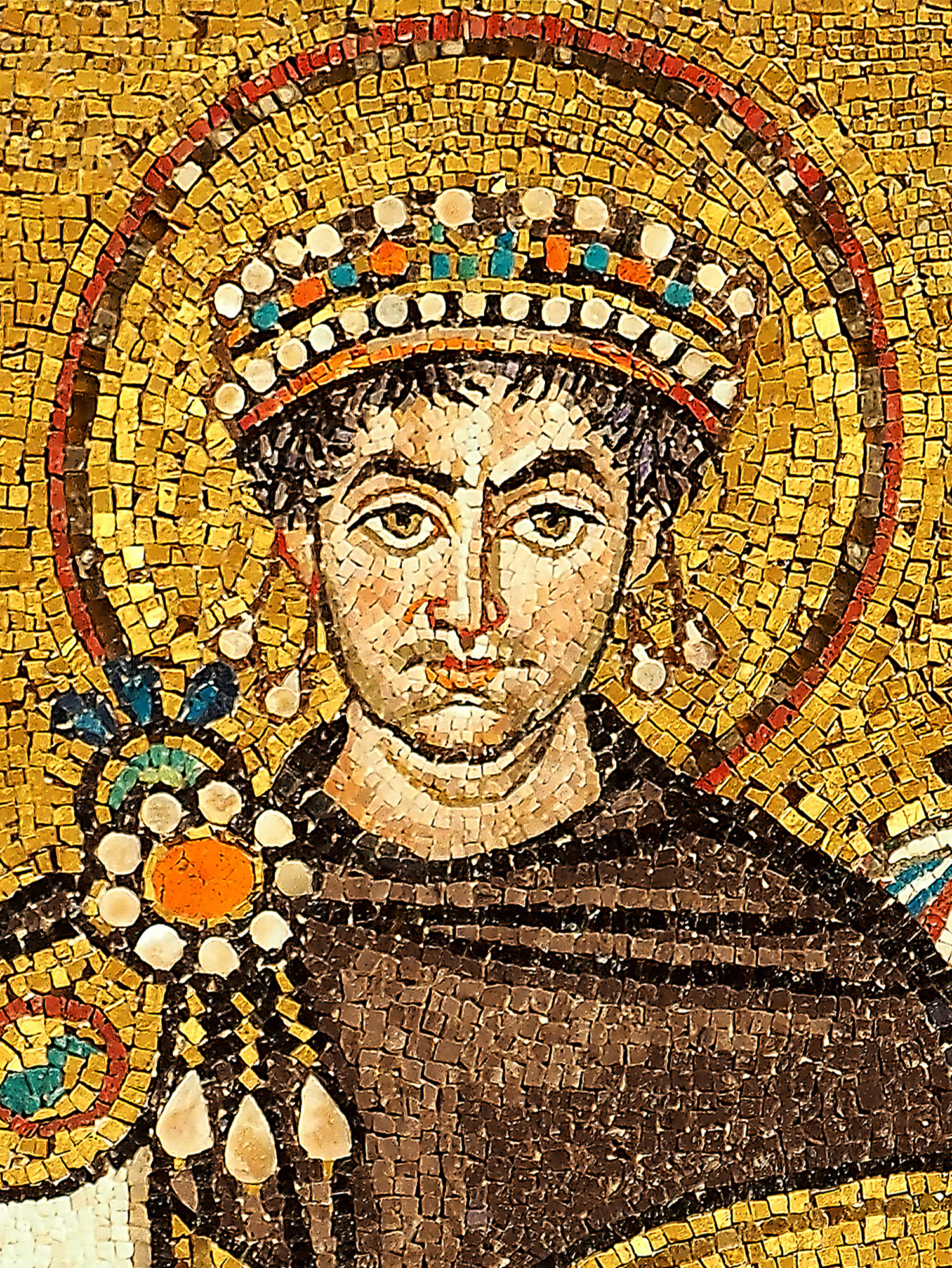
Justiniano I en un mosaico en la Basílica de San Vital, Rávena, Italia

Hubo una posterior revisión en la fecha de 16 de noviembre del año 534 con el nombre de Codex repetitae praelectionis. Esta obra contenía los rescriptos de los emperadores que reinaron desde Adriano hasta Constantino I y los edictos y leyes de los sucesores de este emperador hasta el reinado de Justiniano. Se dividió en doce libros repartidos por títulos en los cuales están colocadas las constituciones según la materia a que pertenecen y puestas por el orden cronológico.

### Novellae constitutiones
Después de publicadas estas colecciones legales el reinado de Justiniano se prolongó treinta años más dictándose multitud de constituciones y decretos que son conocidas con el nombre de Novellae constitutiones. Se conservaron por mucho tiempo separadas y hoy en día debemos tenerlas reunidas a una combinación hecha por los glosadores, compuesta de nueve colaciones. Cada colación comprende muchos títulos y en ellos se contiene generalmente una novela, pero la novela octava comprende dos que son el segundo y el tercero de la segunda colación. Los glosadores no admiten en las nueve colaciones más que noventa y siete novelas, que forman por consiguiente noventa y ocho títulos. A las demás las miraban como inútiles, llamándolas, extravagantes o novellae estraordinarias, las que se añadieron en un principio a la novena colección, hasta que La Conte las incorporó a la edición no glosada que dio en 1571. De manera que ahora hay 168 novelas, de las cuales 160 son de Justiniano, mientras que las novelas 140 y 144 son de Justino el Joven, las 161, 163 y 164 son de Tiberio, y las 166 y 168 son edictos de los praefecti pretorio. A esta colección de novelas siguen trece Edictos del mismo emperador, que en la realidad son iguales a aquellas, diferenciándose solamente en que estas solo contienen disposiciones locales de poca utilidad.
También bajo el epígrafe de Tractatus ad ius varii suelen comprenderse también en el mencionado cuerpo del derecho las leyes de las XII Tablas según Cicerón y a los trabajos de Godofredo.
También se comprenden en el cuerpo del derecho otras constituciones del emperador León y el libro de los feudos posterior a Justiniano.
Por otra parte se ha de reseñar del Corpus Iuris Civilis que, si bien Triboniano era dueño de escoger en las obras antiguas los textos que fuesen más de su agrado, no estaba por eso en las facultades del emperador dispensarle de extractar bien y fielmente lo que aquellas contenían. Como legislador supremo podía muy bien Justiniano rechazar los actos de los Antoninos y condenar como sediciosos los principios de libertad que hasta entonces habían sostenido los últimos legisladores del Imperio bizantino. Pero los hechos pasados estaban ya fuera de los límites de su poder. El emperador Justiniano de alguna manera alteró los antiguos textos y poniendo bajo los respetables nombres de sus antecesores ideas serviles, nacidas en los últimos tiempos del Imperio Bizantino y desfigurando respetables decisiones que representaban las ideas de los antiguos emperadores. Estas alteraciones son las denominadas Emblemata Triboriani.
Incluso el propio Justiniano hace la siguiente confesión de estas alteraciones: 

«Nomina enim antiquis servavimus, legum autem veritatem nostram fecimus, quemadmodum etiam si quid dissidens iis inerat, -plurima vero eiusmodi extabant, - id distinctum est, et definitum, et ad clarum absolutumque ius est redactum»
«No obstante, hemos mantenido los nombres de las antiguas. Pero queríamos que la verdad y la justicia de las leyes fueran todas nuestras. Entonces, si había contradicciones en ellas (y había muchos), ha sido determinado, y definido, y cada ley se presentó en su aspecto más claro»
Digesto, libro I, título XVII, ley 3, nº 10

## Contenido

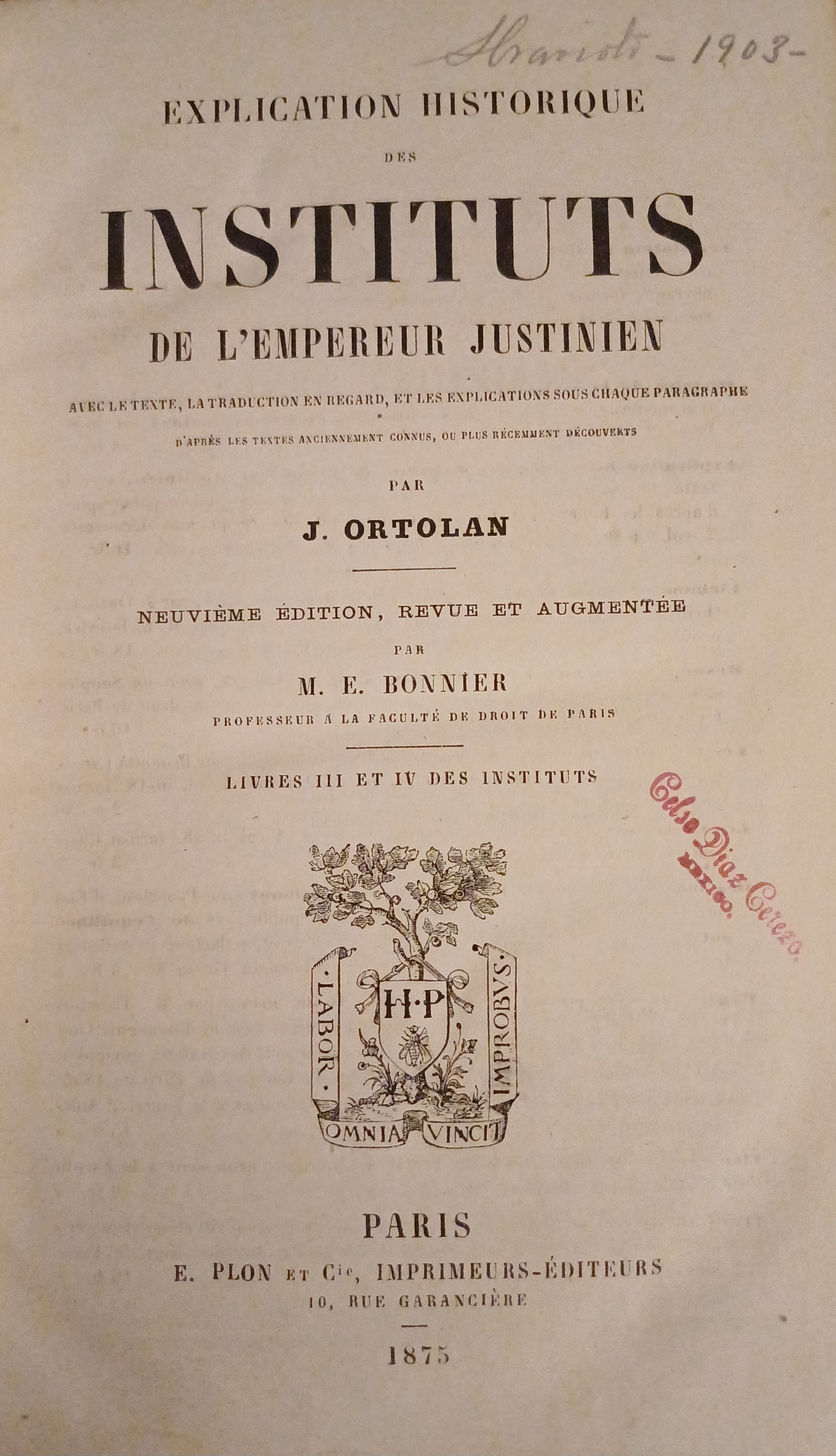
Instituts de l'empereur Justinien, J. Ortolan y M. E. Bonnier. E. Plon, París, 1875.

Tradicionalmente consta de las siguientes obras: el Digesto o Pandectas, las Instituciones, el Nuevo Código y las Novelas.
Codex (Vetus) (529)
Este código compila las constituciones imperiales (leges) contempladas en los Códigos Hermogeniano, Gregoriano y Teodosiano, así como constituciones posteriores. Su redacción empezó en 528, fue terminada catorce meses después y fue publicada en 529. La obra tenía doce libros, pero no ha llegado hasta nosotros:
Digesto o Pandectas (533)
La digesta es la parte central y más voluminosa del cuerpo de derecho del ciudadano romano.
Concepto
Pandecta —del griego πανδέκτης pandéktēs, «que contienen todo»— es una ordenación cronológica de las iuras con comentarios de los principales jurisconsultos romanos, como Mucio Scaevola, Arcadio Carisio y Hernogeniano y con predominio de textos procedentes de Paulo y Ulpiano.
Antecedentes
Justiniano I, el 15 de diciembre de año 530 por la constitución Deo Autore, creó una comisión presidida por el entonces quaestor sacri palatii, Triboniano, para realizar la tarea de sistematizar y ordenarlas opiniones de los jurisconsultos (iuras) que habían gozado del ius respondendi y formar con ellos un cuerpo de doctrina legal.
Fecha de publicación
Se publicó el 16 de diciembre de 533 bajo el gobierno del emperador del imperio romano de oriente Justiniano I quedando sancionadas con el nombre de digesto en tributo un anterior digesta de Juliano.
Contenido
El Digesto está constituido por 50 libros divididos en siete partes. Cada libro es subdividido en títulos respectivas rubricas, indicadoras de las materias que trata el título.
Primera parte
libro del I al IV: principios generales sobre el derecho y jurisdicción
Segunda parte
libro de V al XI doctrina general sobre las acciones de protección judicial de la propiedad y demás derechos romanos
Tercera parte
libro del XII al XIX de Rebus, obligaciones y contratos
Cuarta parte
libro del XX al XXVII um bilicus, obligaciones y familia
Quinta parte
libro del XXVIII al XXXI, de testamentis ET, codicilis, herencia, legado y fideicomisos
Sexta parte
libro del XXXVII al XLIV, herencia pretoriana y materias referentes a derecho reales, posesiones y obligaciones
Séptima parte
libro del XLV al L stipulation, derecho penal, apellation
Instituciones o Institutas (533)
Antecedentes
Mientras se iban realizando la recopilación de los iuras en el digesto, Justiniano decidió que para la práctica de los escolares, según ya lo había expresado en la constitución Deo Auctore, se redactará un tratado elemental de derecho.
Publicación
Por la constitución Imperatoriam Maiestatem del 21 de noviembre del año 533 se publicaron las instituciones de Justiniano,destinadas, en efecto, ”a la juventud deseosa de estudiar leyes”, comenzando a regir con fuerza legal, a pesar de tratarse de una obra de enseñanza, el 30 de noviembre del 533.
Redactores
Sus redactores fueron Teófilo y Doroteo, utilizaron como modelo varios libros de jurisconsultos clásicos usados para la enseñanza elemental como las instituciones de Ulpiano, Florentino, Marciano, y Paulo y muy especialmente las institutas de Gayo, que era la obra que hasta entonces servía para los jóvenes que anhelaban estudiar derecho
Instituciones
Contienen una síntesis de preceptos y doctrinas en cuatro libros de reducida extensión que aborda las siguientes materias: El primero, de las personas; el segundo, de la división de las cosas, de la propiedad, de los demás derechos reales y del testamento; el tercero, de la sucesión intestada y de las obligaciones que proceden del contrato; y el cuarto, de las obligaciones exdelicto y de las acciones, con apéndice de publicis iudiciis. De la obra es fruto del encargo que Justiniano hizo a los juristas Triboniano, Teófilo y Doroteo: realizaron una obra de lenguaje accesible que pudiera sustituir a las instituciones de Gayo en las escuelas. Así fue promulgada el 21 de noviembre de 533 dedicada a la juventud estudiosa y más tarde, el 30 de diciembre del mismo año, adquirió fuerza de ley.
Código de Justiniano o El Nuevo Código
Antecedentes
Por la constitución haec quae necesario, sancionada en 13 febrero de 528 por Justibiano I, designó a Juan de Capadocia, quaaestor sacri palatii, para que reuniera todas las colecciones de leyes hechas anteriormente-Hermogeniano de Teodosiano –así como las constituciones imperiales que les siguieron . Se autorizó a tomar de las leyes, lo útil, abreviarlas suprimirlas, las que estuvieran en desuso alteran su texto si fueran necesario a ordenarlas cronológicamente, por materias en una sola obra, bajo diferentes títulos. Fue promulgado mediante la constitución summa reipublicae en abril dl 529. Esta recopilación se llamó codex iustiniasneus o Codex Contitutionum. Esta recopilación fue revisada en 534, revisión que promulgó ese mismo año con el nombre Codex repetitae praelectionis y el Codex iustinianeus original, se quedó con el nombre de codex vetus (código antiguo).
El código o codex
Concluida la tarea de realizar el digesto y las instituciones, Justiniano ordenó que se revisara el codex iustinianeus. La tarea era necesaria porque se habían publicado desde aquella época numerosas constituciones nuevas entre las cuales figuran principalmente la Quinquaginta Decisiones, que modifican, cambian y perfeccionaban el derecho del digesto y que no se encontraba en el codex iustinianeus originaria. Dispuso a ese fin, en 534 que en una comisión Doroteo, Constantino, Menas y Juan encabezada por Tribuniano hicieran una reelaboración del codex iustinianeus, añadiendo las nuevas constituciones y poniéndolo más en armonía con el digesto y las instituciones. La labor terminó el mismo año y la nueva edición del codex iustinianeus, salió con el nombre codex repetitae praelectiones y entró en vigor el 29 de diciembre de 534 por la constitución Cordi novis que prohibía que en adelante se invocase ante los jueces las Cincuenta Decisiones, ni las posteriores, si no solo la autoridad de la obra que acababa de sancionarse
Contenido
Integra una de las partes del Corpus iuris civilis, consta de 12 libros y 265 títulos con respectivas rubricas y a las materias a que pertenece, comprensivos de 4652, constituciones imperiales, cronológicamente ordenas dentro de cada título. Los doce libros del código trata de dogma católico y de la disciplina eclesiástica, del derecho civil, del derecho penal y del derecho público. La parte trata de los derechos reales de las obligaciones de las personas, y de las sucesiones. Se emitieron muchas constituciones del Codex iustinianeus citadas en las instituciones. A la cabeza de cada constitución imperial aparece el nombre del emperador que le dictó y el de la autoridad o particular a la que estaba dirigida hallándose a su final la fecha en que fue sancionada. Las más extensas se dividen en parágrafos, pero tal división no es muy usual.
Libro I
Presenta disposiciones relativas a las fuentes del derecho, e incluye normas sobre las officia de los magistrados y sobre las relaciones entre la iglesia y el estado
Libros II a VIII
tratan del derecho privado en general con referencia especial a los derechos reales, las obligaciones, los contratos y el derecho sucesorio
Libro IXestá dedicado al derecho criminal.
Libros X a XII
versan sobre el derecho administrativo y financiero
Las Novellae Constitutiones o Novelas
Antecedentes
La actividad legislativa de Justiniano no concluyó con la sanción del código, el Digesto y las instituciones. Por el contrario, a partir del 535 promulgó nuevas constituciones (novellae constitutiones), en un código definitivo.
Las novelas
Se clasificaron en tres:
Epidome luliani
Es una colección de 124 novelas que se encuentra en orden cronológico y escritas en latín, escritas por Juliano de Constantinopla aprox. en el año 555.
Auténticas
Es una colección de 134 novelas, entre 535 y 556, su nombre proviene de haberse otorgado autenticidad por los juristas de Bolonia; tras tenerlas por falsas, se hicieron en el siglo XI.
Colección anónima
son 168 novelas redactadas en griego, llevadas a cabo bajo por Tiberio II. Pertenecen a Justiniano, otras a Justiniano II y Tiberio II.

## Influencia e importancia
Se denomina pues Corpus iuris civilis a la reunión de las leyes romanas, formada bajo el reinado y según las órdenes del emperador Justiniano. Se puede destacar el mérito histórico, legal y filosófico de esta colección de leyes o cuerpo de Derecho Romano. Es una de esas obras en la que los legisladores posteriores a su publicación durante los trece siglos posteriores tuvieron como fuente, utilizando sus decisiones y preceptos. También existe un párrafo pequeño en el cual se describe el sistema de donación actual directa de algunos estados "cura quod in fine donationis, o directa, quoniam directa libertas est in quinque vocibus directis".

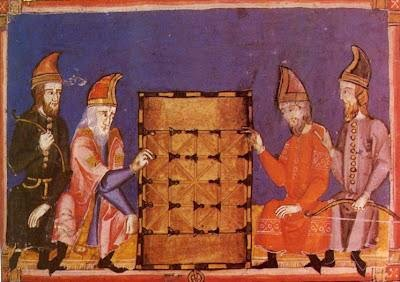
Glosadores estudiando

El Corpus iuris civilis fue retomado a partir del siglo XI en la Universidad de Bolonia por la escuela de los Glosadores, formando una recopilación que ejercería una gran influencia en todo el Derecho europeo posterior (véase Pandectística). Sirvió para educar a generaciones de juristas que, posteriormente, aplicarían sus conocimientos en el ejercicio del derecho en sus países de origen.
Con el redescubrimiento del Corpus Iuris Civilis y su adopción por los glosadores de la Universidad de Bolonia se produjo un gran avance en la técnica jurídica, punto de partida de la reforma de leyes en toda Europa y, más tarde, en todo el mundo moderno. Este proceso tuvo un gran éxito, ya que, con la idea de un nuevo cuerpo normativo, apareció la tendencia a unificar las leyes de cada reino de Europa, gracias a los conceptos básicos del Corpus Iuris Civilis.